# Gelanor mabelae
Gelanor mabelae är en spindelart som beskrevs av Arthur M. Chickering 1947. Gelanor mabelae ingår i släktet Gelanor och familjen kaparspindlar.
Artens utbredningsområde är Panama. Inga underarter finns listade i Catalogue of Life.